# Copa moçambiquesa de futbol
La copa moçambiquesa de futbol (oficialment Taça de Moçambique) és la segona competició futbolística de Moçambic. És organitzada per la Federação Moçambicana de Futebol. La primera edició es disputà el 1978.

## Historial
Font:
| Temporada | Campió                    | Resultat                | Finalista                 |
| --------- | ------------------------- | ----------------------- | ------------------------- |
| 1978      | Maxaquene                 | 4-0                     | Ferroviário da Beira      |
| 1979      | Palmeiras de Beira        | 2-2 (pen)               | Têxtil Punguè             |
| 1980      | Costa do Sol              | 3-1                     | Palmeiras de Beira        |
| 1981      | Desportivo de Maputo      | 1-0                     | Costa do Sol              |
| 1982      | Maxaquene                 | 1-0                     | Ferroviário de Maputo     |
| 1983      | Costa do Sol              | 1-0                     | Textáfrica                |
| 1984      | Ferroviário de Maputo     | 4-2                     | Palmeiras de Beira        |
| 1985      | not disputed              | not disputed            | not disputed              |
| 1986      | Maxaquene                 | 2-0                     | Estrela Vermelha          |
| 1987      | Maxaquene                 | 3-0                     | Palmeiras de Beira        |
| 1988      | Costa do Sol              | 1-0                     | Aguia d'Ouro              |
| 1989      | Ferroviário de Maputo     | 2-0                     | Desportivo de Maputo      |
| 1990      | Matchedje Maputo          | 3-1                     | Maxaquene                 |
| 1991      | Clube de Gaza             | 2-1 (pròrroga)          | Maxaquene                 |
| 1992      | Costa do Sol              | 4-1 (pròrroga)          | Clube de Gaza             |
| 1993      | Costa do Sol              | 2-0                     | Ferroviário da Beira      |
| 1994      | Maxaquene                 | 1-0                     | Ferroviário de Maputo     |
| 1995      | Costa do Sol              | 2-1                     | Maxaquene                 |
| 1995-96   | Maxaquene                 | 2-1                     | Têxtil Punguè             |
| 1996-97   | Costa do Sol              | 5-2                     | Migração (Beira)          |
| 1997-98   | Maxaquene                 | 1-0                     | Ferroviário de Maputo     |
| 1998-99   | Costa do Sol              | 5-0                     | Sporting Clube de Nampula |
| 1999-00   | Costa do Sol              | 1-0                     | Matchedje Maputo          |
| 2000-01   | Maxaquene                 | 3-1                     | Textáfrica                |
| 2001-02   | Costa do Sol              | 2-0                     | Académica de Maputo       |
| 2003      | Ferroviário de Nampula    | 1-1 (pen 5-4)           | Ferroviário de Maputo     |
| 2004      | Ferroviário de Maputo     | 5-1                     | Textáfrica                |
| 2005      | Ferroviário da Beira      | 1-0 (pròrroga)          | Costa do Sol              |
| 2006      | Desportivo de Maputo      | 1-0                     | Têxtil Punguè             |
| 2007      | Costa do Sol              | 3-0                     | Ferroviário de Nampula    |
| 2008      | Atlético Muçulmano        | 1-0                     | Chingale de Tete          |
| 2009      | Ferroviário de Maputo     | 2-0                     | Costa do Sol              |
| 2010      | Maxaquene                 | 2-0                     | Vilankulo FC              |
| 2011      | Ferroviário de Maputo     | 3-0                     | Chingale de Tete          |
| 2012      | Liga Muçulmana            | 1-0                     | Costa do Sol              |
| 2013      | Ferroviário da Beira      | 2-0                     | FC Chibuto                |
| 2014      | Ferroviário da Beira      | 1-0                     | Ferroviário de Maputo     |
| 2015      | Liga Desportiva de Maputo | 2-1                     | Ferroviário da Beira      |
| 2016      | União Desportiva do Songo | 3-1                     | Maxaquene                 |
| 2017      | Costa do Sol              | 1-0 (pròrroga)          | União Desportiva do Songo |
| 2018      | Costa do Sol              | 1-1 (pròrroga; 4-2 pen) | Ferroviário da Beira      |
| 2019      | União Desportiva do Songo | 2-0                     | Ferroviário de Maputo     |